# エルンスト・ハーベルビアー

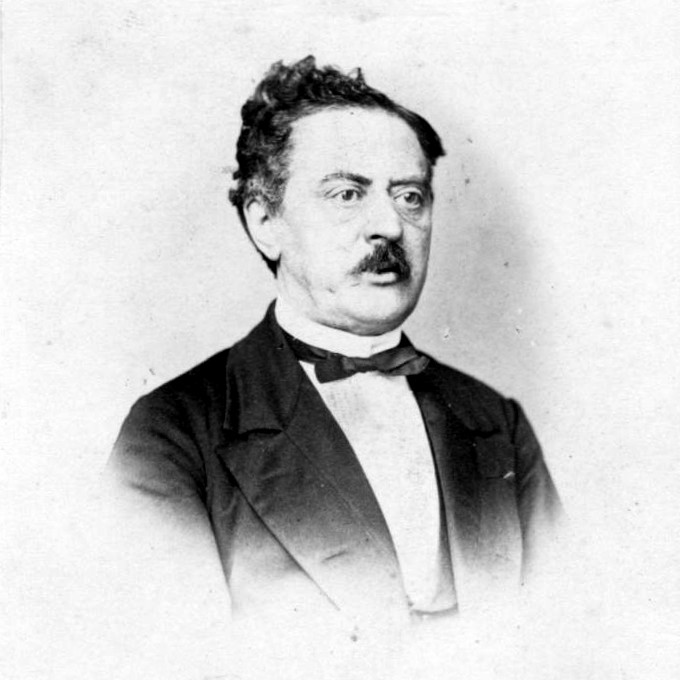

エルンスト・ハーベルビアー（Ernst Haberbier, 1813年10月5日 - 1869年3月12日）は、ドイツの作曲家、ピアニスト、音楽教育者である。
ハーベルビアーは1813年にケーニヒスベルクで生まれ、オルガン奏者であった父にピアノを学んだ。19歳でケーニヒスベルクを離れ、サンクトペテルブルクに移り、そこでコンサートピアニスト、教師として有名となった。1847年には宮廷ピアニストとなり、1850年頃には技術を磨くためにクリスチャニアに移った。1866年までヨーロッパ中でコンサートを開き、その後ベルゲンで教師となった。1869年にコンサートの演奏中に亡くなった。作曲家としてはピアノ曲で知られ、「詩的練習曲集 Études-Poésies Op. 53/Op. 59」という2巻による曲集が有名である。これらは今日に至るまで演奏の機会がある。